# Xa lộ Liên tiểu bang 76 (tây)
Xa lộ Liên tiểu bang 76 (tiếng Anh: Interstate 76 hay viết tắt là I-76) là một xa lộ liên tiểu bang chạy từ Xa lộ Liên tiểu bang 70 tại Arvada, Colorado (gần thành phố Denver) đến một điểm giao cắt với Xa lộ Liên tiểu bang 80 gần Big Springs, Nebraska.

## Mô tả xa lộ
|          | dặm    | km     |
| -------- | ------ | ------ |
| Colorado | 184,86 | 297,50 |
| Nebraska | 2,48   | 3,99   |
| Tổng số  | 187,34 | 301,49 |

### Colorado

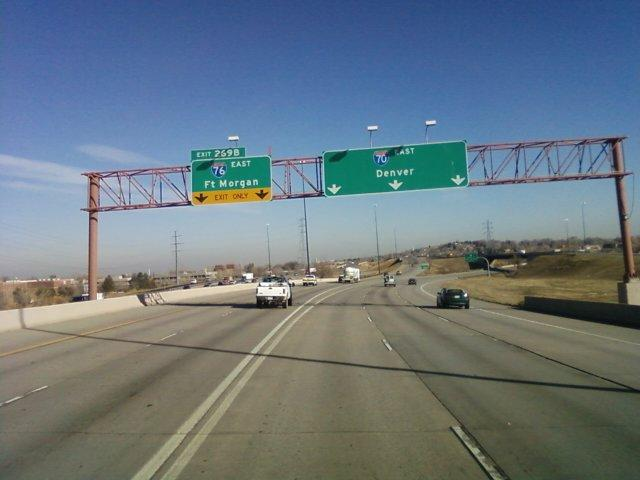
I-70 tại nút giao thông lập thể với I-76

I-76 bắt đầu tại một nút giao thông khác mức với I-70 tại Arvada. Từ I-70, xa lộ cao tốc đi về hướng đông đến một lối ra tại Xa lộ Tiểu bang Colorado 95, có tên gọi là Đại lộ Sheridan. Xa lộ đi theo hướng đông bắc cắt ngang Quốc lộ Hoa Kỳ 287, được gọi là Đại lộ Liên bang đến một nút giao thông lập thể với I-25. Chạy gần như song song với Lạch Clear gần đó, I-76 gặp một nút giao thông lập thể khác với Xa lộ Liên tiểu bang 270 tại Welby, Colorado nơi Lạch Clear nhập vào Sông South Platte mà I-76 vượt qua. Sau một nút giao thông lập thể tại Xa lộ Tiểu bang Colorado 224, I-76 nhập vào với Quốc lộ Hoa Kỳ 85 và Quốc lộ Hoa Kỳ 6 tại Đại lộ Brighton. Qua Derby, Quốc lộ Hoa Kỳ 85 rời khỏi I-76 tại Dayton Way. Hai xa lộ kết hợp là Quốc lộ Hoa Kỳ 6 và I-76 đi về hướng đông bắc, băng qua Xa lộ Tiểu bang Colorado 2, được gọi là Đại lộ Sable trước khi gặp một lối ra tại E-470, một đường thu phí. Qua E-470, xa lộ ra khỏi Vùng đô thị Denver-Aurora.
Khi qua phía tây Hồ Barr, xa lộ đi về hướng đông bắc ở phía đông Brighton. Gần Lochbuie, xa lộ băng qua SH 7 trước khi đi qua Quận Weld. I-76 gặp SH 52 tại Hudson, thành phố kế tiếp dọc theo xa lộ. Qua Hudson, hai xa lộ kết hợp là US 6 và I-76 quay lên hướng đông một ít để đi vào Keenesburg. Sau đó, I-76 quay sang hướng đông bắc và đông vào Roggen là nơi nó gặp Lộ Quận 73. Xa lộ đi ra khỏi vùng đất nông thôn mà trước đây nó từng đi qua và đi qua vùng đồng cỏ lớn. Ngay phía nam Empire Reservoir, xa lộ quay lại hướng đông, băng vào Quận Morgan, Colorado nằm bên trong những cánh đồng hình tròn. Đi về hướng đông, I-76 đi vào trong Wiggins mà gần đó I-76 nhập vào Quốc lộ Hoa Kỳ 34. Ba xa lộ kết hợp đi theo hướng đông qua các nông trại.
Xa lộ chạy theo hướng đông vào Fort Morgan, gặp Xa lộ Tiểu bang Colorado 52, rồi lần nữa chạy gần Sông South Platte. I-76 hướng về ngay phía bắc Brush nơi nơi nó gặp một nút giao thông lập thể với Xa lộ Tiểu bang Colorado 71. Quốc lộ Hoa Kỳ 34 tách ra khỏi xa lộ vòng thương mại khi I-76 quay trở về hướng đông, cắt qua xa lộ vòng thương mại. I-76 BUS cùng chạy chung với Quốc lộ Hoa Kỳ 6 về phía Hillrose. Đi tránh thành phố đó, I-76 đi qua đông bắc vào Quận Washington, với nhiều nông trại ở phía bắc dọc theo con sông và các đồng cỏ ở phía nam. Đi qua Hồ nước Prewitt, xa lộ đi vào Quận Logan, Colorado. Hướng về hướng đông bắc, xa lộ cắt qua Xa lộ Tiểu bang Colorado 63 là xa lộ phục vụ Atwood. I-76 BUS sau đó đi vào Sterling.
I-76 tiếp tục chạy song song với Sông South Platte với các nông trại nằm ở tây bắc và đồng bằng nằm ở đông nam. Phía tây bắc con sông là Quốc lộ Hoa Kỳ 138. Quốc lộ này phục vụ một số thị trấn mà xa lộ I-76 đi tránh. I-76 có một lối ra tại Xa lộ Tiểu bang Colorado 55 là xa lộ phục vụ thị trấn Crook. Với các nông trại nằm bên phía nam xa lộ, I-76 đi vào Quận Sedgwick, băng ngang qua Xa lộ Tiểu bang Colorado 59. Sau đó xa lộ theo hướng đông trước khi quay trở lại hướng đông bắc để đến Julesburg. I-76 đến một lối ra tại Quốc lộ Hoa Kỳ 385 và quốc lộ này hướng theo hướng tây bắc để đến Julesburg. I-76 sau đó theo hướng đông bắc đến ranh giới tiểu bang Nebraska.

### Nebraska
Tai Nebraska, I-76 đi một đoạn hơn 3 dặm (5 km). Nó được cắm biển dấu là hướng bắc–nam đối ngược với biển dấu hướng đông–tây như trong tiểu bang Colorado. Toàn tuyến trong tiểu bang Nebraska nằm trong Quận Deuel, song song với Sông South Platte và Quốc lộ Hoa Kỳ 138. Nút giao thông khác mức duy nhất của nó là ở Xa lộ Liên tiểu bang 80.